# Kumbalagodu Gollahalli, Bangalore South
Kumbalagodu Gollahalli là một làng thuộc tehsil Bangalore South, huyện Bangalore Urban, bang Karnataka, Ấn Độ.